# 리빙: 어떤 인생
《리빙: 어떤 인생》(영어: Living)은 2022년 개봉한 영국의 드라마 영화이다. 올리비에 헤르마누스가 감독을 맡았으며, 구로사와 아키라의 영화 《이키루》를 원작으로 한다. 1953년 런던을 배경으로 하며, 빌 나이(Bill Nighy)는 공공사업부 관료로 출연해 자신에게 치명적인 질병이 있다는 사실을 알게 된다.

## 줄거리
1953년 런던을 배경으로, 무미건조한 삶을 살아가던 공무원 로드니 윌리엄스는 말기 암 진단을 받게 된다. 그는 자신의 죽음을 가족에게 알리려 하지만 실패하고, 자살을 시도하려다 우연히 만난 작가 서덜랜드와 밤거리를 방황하며 삶의 활력을 되찾고자 한다. 이후, 과거 부하 직원이었던 젊은 여성 마가렛 해리스를 만나면서 삶의 마지막을 의미있게 보내기로 결심한다.
윌리엄스는 자신이 속했던 관공서의 비효율적인 업무 처리 방식에 맞서 싸우며 전쟁으로 파괴된 땅에 어린이 놀이터를 건설하는 데 앞장선다. 그는 동료들의 무관심과 저항에도 불구하고 놀이터 건설을 추진하고, 그 과정에서 해리스와 새로운 동료인 웨이클링과도 가까워진다.
결국 놀이터는 완공되지만, 윌리엄스는 얼마 지나지 않아 세상을 떠난다. 그의 장례식에는 많은 사람들이 참석하고, 윌리엄스가 해리스에게 자신의 병을 알렸지만 가족에게는 알리지 않았다는 사실이 암시된다. 윌리엄스의 죽음 이후, 동료들은 그의 행동에 감명받아 긍정적인 변화를 만들려고 하지만 곧 다시 무기력해진다. 다만, 웨이클링은 윌리엄스가 남긴 편지를 통해 그의 유지를 이어받고, 윌리엄스가 죽기 전 놀이터 그네에 앉아 노래를 불렀다는 이야기를 듣고 감동을 받는다.

## 출연
- 빌 나이 - 로드니 윌리엄스
- 에이미 루 우드 - 마거릿 해리스
- 알렉스 샤프 - 피터 웨이클링
- 톰 버크 - 서덜랜드
- 에이드리언 롤린스 - 미들턴
- 휴버트 버턴 - 러스브리저
- 올리버 크리스 - 하트
- 마이클 코크레인 - 제임스 경
- 어낸트 바먼 - 싱
- 조이 보일 - 맥매스터
- 리아 윌리엄스 - 스미스
- 제시카 플러드 - 포터
- 패치 페런 - 피오나 윌리엄스
- 바니 피슈윅 - 마이클 윌리엄스
- 니컬라 매콜리프 - 블레이크